# Без солнца (фильм, 1987)
«Без солнца» — советский фильм 1987 года, экранизация пьесы Максима Горького «На дне», последний фильм режиссёра Юлия Карасика.

## Сюжет
По пьесе Максима Горького «На дне». 
Фильм снят близко к сюжету пьесы, однако в финальном монологе Сатин переходит в наше время — произносит его в современном костюме.

## В ролях
- Михаил Глузский — Лука
- Алексей Петренко — Сатин
- Иннокентий Смоктуновский — Барон
- Владимир Гостюхин — Васька Пепел, вор
- Виктор Приз — Актёр
- Наталья Егорова — Василиса Карповна, жена Костылева
- Анатолий Кузнецов — Михаил Иванович Костылев, содержатель ночлежки
- Дарья Михайлова — Наташа, сестра Василисы
- Владимир Стеклов — Бубнов, картузник
- Вера Глаголева — Настя
- Афанасий Кочетков — Андрей Митрич Клещ, слесарь
- Михаил Кокшенов — Медведев, дядя Василисы и Наташи, полицейский
- Елизавета Никищихина — Анна, жена Клеща
- Владимир Виноградов — Алёшка, сапожник
- Анатолий Яббаров — Татарин, крючник
- Елена Санаева — Квашня, торговка пельменями
- Борис Юрченко — Кривой Зоб, крючник

## Награды и фестивали
- Номинация на Премию «Ника» (Москва, 1988) в категории «Лучшая мужская роль» — Михаил Глузский за роль Луки.